# Chrysocercops lithocarpiella
Chrysocercops lithocarpiella är en fjärilsart som beskrevs av Tosio Kumata 1992. Chrysocercops lithocarpiella ingår i släktet Chrysocercops och familjen styltmalar. Inga underarter finns listade i Catalogue of Life.